# جولیان گوتاو
جولیان گوتاو (انگلیسی: Julian Guttau؛ زادهٔ ۲۹ اکتبر ۱۹۹۹) بازیکن فوتبال اهل آلمان است.
از باشگاه‌هایی که در آن بازی کرده‌است می‌توان به باشگاه فوتبال هالشر اشاره کرد.